# 新郷村

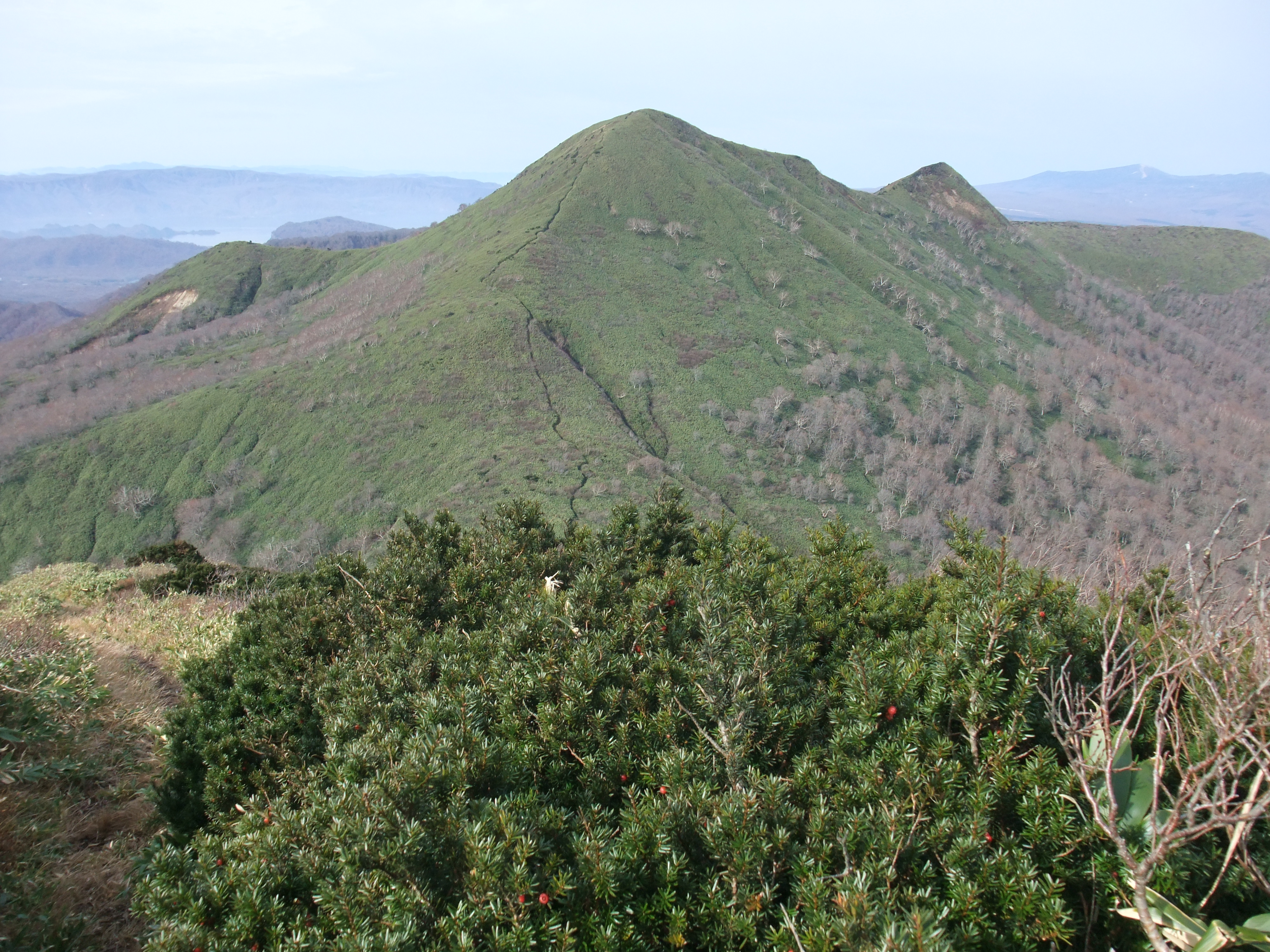
三ッ岳

新郷村（しんごうむら）は、青森県東南部の南部地方の三戸郡に所在する村。
キリストの墓伝説やユダヤにまつわると言われる祭礼・遺跡があり、神秘の村としても知られるが、その発祥は1935年以降である（後述）。

## 地理
十和田湖の東側に位置する（十和田市を挟んでおり湖岸には接していない）。村の西端は秋田県鹿角市との境を接する。十和田湖外輪山の一つである戸来岳（大駒ヶ岳、三ッ岳）に面し、山や森林に恵まれている。青森県八戸市と十和田湖を結ぶ国道454号沿いに村域が伸びており、東北新幹線八戸駅から村役場への直線距離は22kmである。
- 山 ： 大駒ヶ岳 (1,144 m) 、三ッ岳 (1,159 m)（総称は戸来岳）
- 河川 ： 三川目川、五戸川、浅水川、頃内川

## 歴史
南部氏の軍馬育成地として古くより放牧地として利用されてきた。南部藩時代には、戸来地区に戸来氏が、西越地区に西越氏が治めていた。江戸時代後期～明治時代に入ると酪農が盛んとなった。
- 1889年（明治22年）4月1日 - 町村制施行により、近世以来の戸来村が単独で地方自治体として発足。西越村・手倉橋村と合併して野沢村が発足。
- 1955年（昭和30年）7月29日 - 戸来村、野沢村の一部（西越）の合併により新郷村が発足。昭和32年第2回定例議会において、この日が合併記念日と制定される。
- 1956年（昭和31年）4月1日 - 五戸町の一部（手倉橋の一部）を編入。
- 1965年（昭和40年） - 八戸から五戸経由の十和田湖線の路線バスが開通。
- 1974年（昭和49年） - 十和田湖外輪山の十和利山麓にある迷ケ平（まよがたい）自然休養林[2]が指定される。

### 平成の合併協議以降の経緯
- 2000年（平成12年）
  - 1月31日 - 五戸地方振興会合併研究会（五戸町、倉石村、新郷村）が設置。
  - 12月28日 - 五戸地方の合併を主題に新郷村職員全員研究会が開催される。
- 2001年（平成13年）
  - 2月21日 - 五戸地方振興会合併研究会が五戸町役場で最終会合を開催。「まずは三町村の組み合わせによる合併の検討を優先。任意の協議会を設置すべきだ」との報告案を承認した。しかし任意協設置については、五戸町長から慎重意見が出され、正式決定を持ち越した。
  - 6月1日 - 五戸地方合併協議会（五戸町、倉石村、新郷村）設立。
- 2002年（平成14年）
  - 6月27日 - 五戸地方合併協議会第7回会議において、細川潤八郎新郷村長が「設立当初と財政事情が変化してきた」とし三町村合併の問題点を指摘した[3]。
  - 7月22日 - 五戸地方合併協議会最終となる第8回会議が開催。三町村の合併を想定した将来構想を承認した。しかし八戸市との大同合併を唱えた細川潤八郎新郷村長は「この協議会で八戸論も検討し、三町村が共通認識に立つべきだ」と述べる[4]。
  - 10月7日 - 村議会が全員協議会を開き、八戸地域と合併を進める方向で意見集約した。
  - 10月9日 - 細川村長は八戸市長に、同市など七市町村で作る合併協議会への参加を申し入れた。これにより八戸地域での合併を目指すことになる。
  - 10月31日 - 五戸地方合併協議会が解散。新郷村は八戸市との合併を目指す。一方、五戸町と倉石村は合併協議を継続した（2004年7月1日に合併し、新「五戸町」が誕生）。
- 2003年（平成15年）4月1日 - 八戸市、田子町、名川町、南部町、階上町、福地村、南郷村及び新郷村の8市町村による「八戸地域合併協議会」に参加する。
- 2004年（平成16年）
  - 6月30日 - 階上町が「八戸地域合併協議会」を離脱。その後、八戸市側が協議会の存続を拒否し、合併協議会は解散[5][6][7]。
  - 7月19日 - 村議会議員選挙が行われた。当時の議員定数14名に対し立候補届出も同じく14名となった為、全員無投票当選。
  - 8月6日 - 八戸市が八戸地域の合併について、福地村、南部町、名川町、南郷村の4町村との合併を正式決定。水道改修の必要な田子町と新郷村が外れる形となった（枠組みはさらに変わり、2005年3月31日に八戸市と南郷村が合併して新「八戸市」が誕生）。
  - 11月16日 - 細川は五戸地方の合併協議離脱を陳謝した上で五戸町長に町村合併協議の開始を改めて申し入れた[8]。11月25日に五戸町議会全員協が新郷村長からの要請を拒否している。
- 2005年（平成17年）
  - 4月5日 - 住民団体が村選挙管理委員会に提出した細川村長解職請求（リコール）の有効署名数が、有権者の1/3に達し成立[9]。この請求に対して細川村長はようやく自ら辞職した。
  - 5月29日 - 前村長、前助役を含む3人が立候補し、村長選が行われた。解職請求による村長選挙は村政史上初。結果は新人で前助役の須藤良美が五戸町との合併実現を公約に掲げて1,208票を獲得し、初当選を果たした。
  - 10月30日 - 任期満了に伴う八戸市長選が行われ、これまで八戸広域合併を主張していた現職市長が敗れた。この結果により、八戸広域合併は新たなスタートを切ることになり、これまでの枠組みはなくなった。
- 2006年（平成18年）
  - 1月1日 - 三戸郡の南部町（なんぶまち）と名川町、福地村が新設合併し南部町（なんぶちょう）となった。
  - 7月27日 - 村議会が五戸町に合併協議を申し入れるべきだとの意見集約。
  - 11月20日 - 新郷村が五戸町に対して行った合併協議要請に関し、五戸町は「機運の醸成次第」として村に要請を断る回答をした[10]。
- 2008年（平成20年）
  - 4月1日 - 新郷村商工会が五戸町商工会に編入。新五戸町商工会誕生。自治体合併を越えての合併は稀との報道。
  - 6月12日 - 村長が五戸町役場を訪れ、五戸町長に合併協議を申し入れた。五戸町長は議会と検討の上で決定したいと留保した[11]。
  - 7月13日 - 定数14から8に削減された村議選の結果、現職6人、新人2人が当選[12]。
  - 9月4日 - 五戸町議会は非公開で行われた全員協議会で、新郷村議会が改選によって合併慎重派が多数となったと確認。五戸町長の意向で6月12日に申し入れされた件は要請自体が失効をしたとみなした。対して新郷村長は「合併の可能性が完全に消えたわけではない。」と強調し、合併推進の意欲を見せた[13]。
- 2012年（平成24年）7月8日 - 村議選の結果、現職6人、新人2人が当選[14]。

## 行政
- 村長
櫻井雅洋（さくらい まさひろ）（2期目）任期：2025年（令和7年）5月28日まで[15]

- 村議会
議員定数8名

指定金融機関は、旧みちのく銀行を継承した、青森みちのく銀行を指定している。村内に店舗が存在しないため、統括店は、五戸町に所在する同行五戸中央支店が手掛けている。

## 産業
- 農業：酪農や長芋、ニンニク、椎茸などの栽培。

新郷村ふるさと活性化公社が、ヨーグルトなど乳製品を含む特産品の開発・販売、道の駅しんごう（間木の平グリーンパーク）の運営を行っている。

### 特産品
- 清酒「キリストの里」
- 新郷黒飴
- 紅葉みそ
- アマランサス煎餅
- 新郷漬物
- 山菜
- なにゃどやらわいん
- キリストラーメン
- キリストおでん
- キリストのハッカ飴
- キリストの遺言書手ぬぐい
- ジーザスひっつみ
- ドラキュラアイス

### 郵便
- 新郷郵便局〔集配局〕 (84026)
- 西越郵便局 (84169)

## 地域

### 人口
平成27年国勢調査より前回調査からの人口増減をみると、12.00％減の2,509人であり、増減率は県下40市町村中34位。
| |                                        |  |
| 新郷村と全国の年齢別人口分布（2005年） | 新郷村の年齢・男女別人口分布（2005年） |  |
| ■紫色 ― 新郷村 ■緑色 ― 日本全国 | ■青色 ― 男性 ■赤色 ― 女性              |  |
| 新郷村（に相当する地域）の人口の推移 \| 1970年（昭和45年） \| 4,754人 \| \| \| 1975年（昭和50年） \| 4,448人 \| \| \| 1980年（昭和55年） \| 4,332人 \| \| \| 1985年（昭和60年） \| 4,134人 \| \| \| 1990年（平成2年） \| 3,724人 \| \| \| 1995年（平成7年） \| 3,498人 \| \| \| 2000年（平成12年） \| 3,343人 \| \| \| 2005年（平成17年） \| 3,143人 \| \| \| 2010年（平成22年） \| 2,851人 \| \| \| 2015年（平成27年） \| 2,509人 \| \| \| 2020年（令和2年） \| 2,197人 \| \| |                                        |  |
| 総務省統計局 国勢調査より |                                        |  |
| 1970年（昭和45年） | 4,754人                                |  |
| 1975年（昭和50年） | 4,448人                                |  |
| 1980年（昭和55年） | 4,332人                                |  |
| 1985年（昭和60年） | 4,134人                                |  |
| 1990年（平成2年） | 3,724人                                |  |
| 1995年（平成7年） | 3,498人                                |  |
| 2000年（平成12年） | 3,343人                                |  |
| 2005年（平成17年） | 3,143人                                |  |
| 2010年（平成22年） | 2,851人                                |  |
| 2015年（平成27年） | 2,509人                                |  |
| 2020年（令和2年） | 2,197人                                |  |

### 所轄警察署
- 五戸警察署新郷駐在所

### 所轄消防署
- 八戸地域広域市町村圏事務組合五戸消防署西分遣所

### 住所
以下の2つの大字がある。
- 大字戸来（〒039-1801）
- 大字西越（〒039-1802）

## 教育

### 中学校
- 新郷村立新郷中学校

※以下は廃校。
- 新郷村立川代中学校（1980年・新郷中学校を統合新設）
- 新郷村立小坂中学校（同上）
- 新郷村立戸来中学校（同上）
- 新郷村立新郷中学校〈旧〉（2021年・新郷中学校〈新〉を統合新設）
- 新郷村立野沢中学校（同上）

### 小学校
- 新郷村立新郷小学校

※以下は廃校。
- 新郷村立金ヶ沢小学校（1959年・戸来小学校へ統合）
- 新郷村立小坂小学校羽井内冬季分校（1965年・小坂小学校へ統合）
- 新郷村立西越小学校中崎冬季分校（1972年・西越小学校へ統合）
- 新郷村立長崎小学校（1992年・川代小学校へ統合）
- 新郷村立田茂代小学校（1996年・川代小学校へ統合）
- 新郷村立小坂小学校（2005年・戸来小学校へ統合）
- 新郷村立川代小学校（2011年・戸来小学校へ統合）
- 新郷村立西越小学校（2021年・新郷小学校を統合新設）
- 新郷村立戸来小学校（同上）

### 保育園
- しんごう保育園

### 金融機関
- 八戸農業協同組合新郷支店

## 交通

### 鉄道
村内を鉄道路線は通っていない。鉄道を利用する場合の最寄り駅は青い森鉄道三戸駅であるが、駅から路線バスを利用する場合は八戸駅（東北新幹線・八戸線・青い森鉄道青い森鉄道線）からバスを乗り継ぐことになる。

### 路線バス
- 南部バス - 五戸町と村中心部を結ぶ路線と、五戸町と村南東部の西越地区を結ぶ路線を運行する。鉄道駅や高速バスターミナルに直通する路線はなく、八戸駅からアクセスする場合は五戸で乗り継ぎとなる。
  - 五戸駅前 - 中市 - 倉石温泉 - 金ケ沢
  - 五戸駅前 - 扇田 - 浅水 - 手倉橋 - 西越局前
- 新郷村営バス「みずばしょう号」 - 村内各地を運行する。

### 道路
村内に高速道路は通っていない。最寄りのインターチェンジは八戸自動車道南郷インターチェンジ。

#### 一般国道
- 国道454号（道の駅しんごう（11月 - 翌4月（GW前）は休業）

#### 県道

##### 主要地方道
- 青森県道45号十和田三戸線
- 青森県道21号田子十和田湖線（山間部）

##### 一般県道
- 青森県道145号戸来十和田線
- 青森県道216号戸来岳貝守線
- 青森県道218号栃棚手倉橋線
- 青森県道220号石無坂鹿田線

## 名所・旧跡・観光スポット

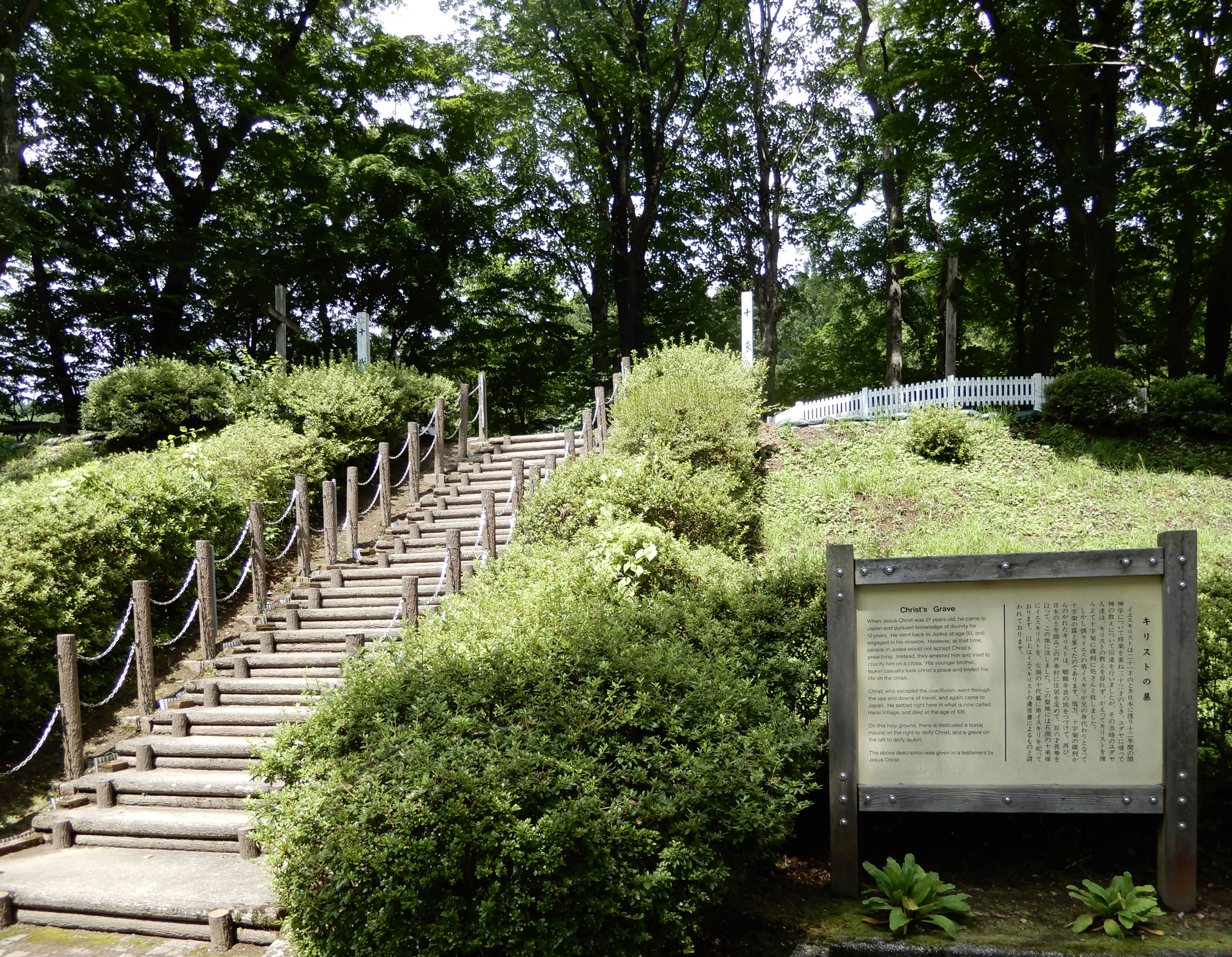
キリストの里公園の塚と説明板 2018年8月11日撮影

- キリストの墓

- 『竹内文書』で知られる竹内巨麿（皇祖皇太神宮天津教の開祖）らが1935年8月に戸来村（当時）を訪れ、笹に埋もれていた塚をキリストの墓と主張し、伝説が生まれた。竹内文書は、ゴルゴタの丘にて磔刑に処されたのは実はキリストの弟イスキリで、本物のキリストは密かに日本に逃れ、天寿を全うして亡くなったという説を唱える（実際は戸来村の農民の墓と考えられている）。この主張は、観光客誘致など地域興しのために村民ら関係者にある程度受け入れられている（キリストにちなんだ上記の特産品・土産物はその表れである）。塚には十字架が建てられ、6月の第一日曜日に「キリスト祭」が開かれているが、取り仕切るのは村で最も由緒がある三嶽（みたけ）神社の宮司である[17]。塚近くには竹内文書写本や「キリストの遺書」（資料館解説によれば1936年考古学者の一団により発見）など関連資料を展示する資料館「キリストの里伝承館」が建つ。2004年（平成16年）6月6日の第41回キリスト祭にはイスラエル駐日大使が出席し、エルサレム・ストーン（エルサレム市街の建築物外壁に使われる白い石灰岩）を寄贈した。

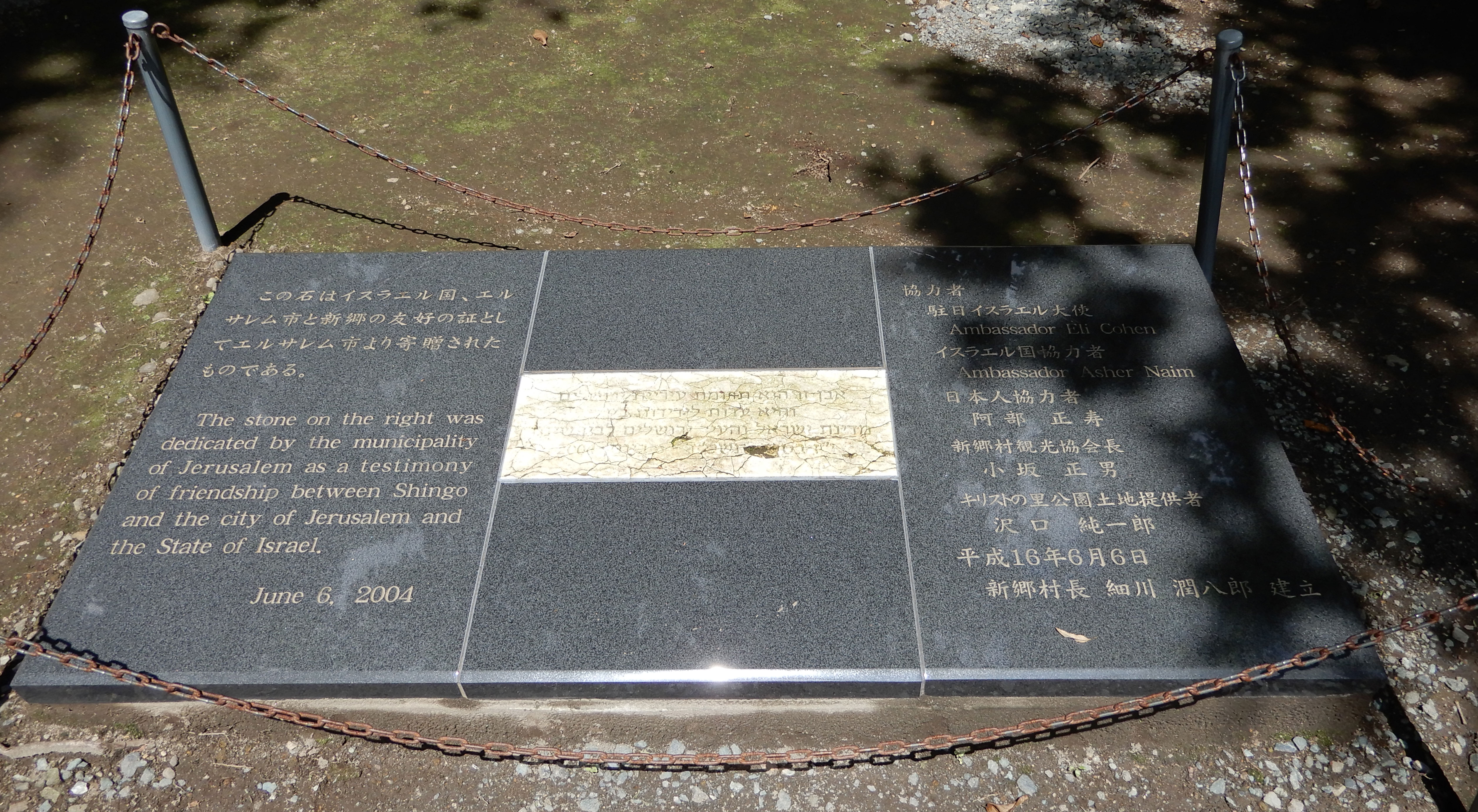
イスラエルから寄贈されたエルサレム・ストーン
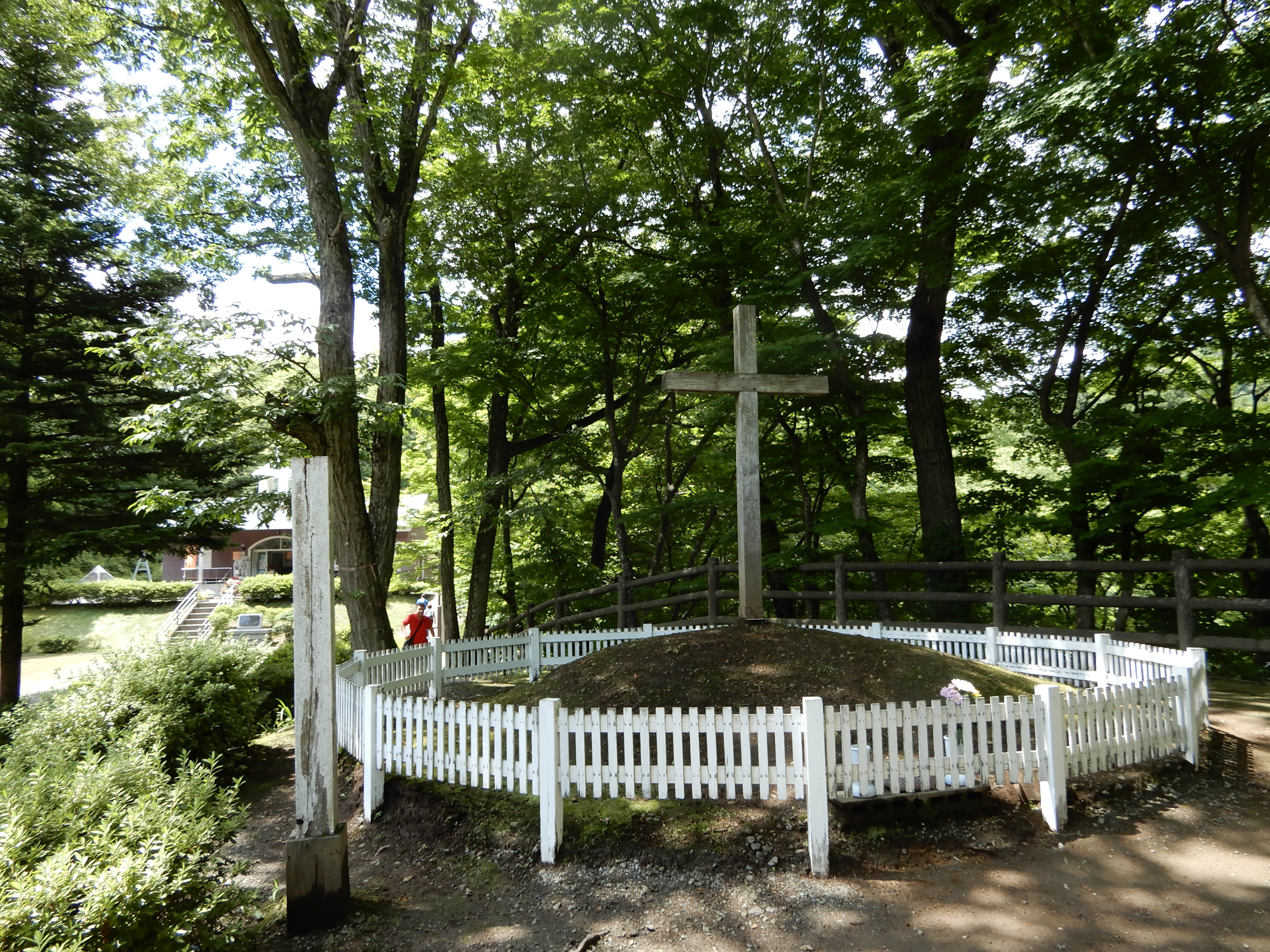
イスキリの十字架（十代塚）。左の奥に「キリストの里伝承館」が見える

- 大石神ピラミッド
太陽石、星座石、方位石、鏡石で構成される。
- 三嶽神社（新郷村西越）
- 野沢温泉 鷲の湯
- 野沢温泉 新郷温泉館
- 間木ノ平グリーンパーク
- 長慶天皇の墓
墓がある「崩」地区の名称は、長慶天皇の崩御にちなんでいるという説がある。

## 祭事・催事
- キリスト祭
6月第1日曜日に行われる。形態は神道式の慰霊祭。フィナーレは出席者全員がエルサレムの方角を向き、ナニャドヤラワインで乾杯する。
- 戸来三嶽神社大祭
8月19日　県指定無形民俗文化財の金ヶ沢鶏舞（かねがさわけいばい）が行われる。
- 西越三嶽神社大祭
8月16日
- 新郷ふるさと祭
10月第2日曜日
- クリスマスカーニバル
12月中旬の日曜日

## 伝説・習俗
新郷村戸来（へらい）地区（旧戸来村）には上記の経緯から、キリストとその弟イスキリの墓とされた墳墓が二つある。キリストにまつわる仮説と、村の風習が結び付けられて語られるようになった。例えば、「へらい」の名は「ヘブライ」が訛ったものといわれており、これは漫画『金田一少年の事件簿』の「異人館村殺人事件」篇でも主人公の金田一一によって軽く触れられている。また、村で行われるキリスト祭で行われる盆踊りナニャドヤラで唱えられる意味不詳とされる文句「ナニャドヤラ、ナニャドナサレテ、ナニャドヤラ」は古代ヘブライ語で「汝の聖名を褒め称えん、汝に毛人を掃蕩して、汝の聖名を褒め称えん」という意味だとされる。
また、ユダヤの紋章（ダビデの星）と似た家紋を持つ旧家があり（旧家沢口家）、生まれた子供を初めて屋外に出す時、額に消し炭で十字を書いたり、足が痺れた時は人差し指につばをたっぷり付けて足に十字を三回書く。